# Фолксваген фејтон
Фолксваген фејтон је луксузни седан ф-сегмента произведен од стране њемачке компаније и описан као њихов аутомобил премијум класе. Представљен је 2002. године на Међународном сајму аутомобила у Женеви. Продаја у Сјеверној Америци завршена је 2006. године, док је глобална продаја престала 2016. године.
Производња је престала 2016. и најављена је друга електрична генерација, али је умјесто ње, 2017. године представљен Фолксваген е-голф.

## Прва генерација (2002–2006)
Фејтон је био замишљен од стране Фердинанда Пијеха који је желио да Фолксваген произведе возило које би се супротставило њемачким престижним водећим брендовима, попут Мерцедес-Бенца и БМВ-а. Одлука о стварању фејтона је донекле била и одговор на Мерцедесов покушај да достигне Фолксваген на европском тржишту са мање вриједном А-класом. Фолксвагенова намјера је такође била да са фејтоном повећа свој углед и слику самог бренда. Иако је Фолксваген већ имао свог супарника у ф-сегменту Ауди А8, намјеравали су да фејтон буде више од комфорно оријентисане лимузине, попут Мерцедесове С класе и Лексуса ЛС, док су Ауди А8 и БМВ серије 7 имали више спортских карактеристика.
Развој Фејтона започео је након што је Фердинанд Пијех конструкторима и инжењерима дао листу од 10 ставки које аутомобил мора испунити. Већина тих спецификација никад нису јавно објављена публици, али један број њих је био речен аутомобилским репортерима. Једна од њих јесте била та да фејтон треба бити способан да буде вожен цијели дан брзином од 300 km/h на спољној температури од 50 °C, а унутрашњој од 22 °C. Фердинанд Пијех је ово захтијевао иако је максимална брзина коју је фејтон могао постићи била 250 km/h.

### Преглед
Фејтон је изграђен на Фолксвагеновој Д1 платформи коју је дијелио са Бентлијем континентал ГТ, као и Бентлијем флyинг спур. Одређене ставке, попут аутоматског мјењача и појединих дијелова мотора фејтон је такође дијелио са Аудијем А8. Поредећи са Аудијем А8, фејтон је 247 kg тежи, али је и даље конкурент са лакшим А8 у већини тестова вожње, управо због свог напреднијег мотора од 335 коњских снага као и краћег осовинског растојања, али ипак, тежина фејтону даје много лошије убрзање и потрошњу у односу на А8.
Креатори овог возила осмислили су на стотине обиљежја специфичних за фејтон, као што су 4-зонска клима и стандардни Торсен базиран на Фолксвагеновом 4−мотион погону на сва четири точка. За високо луксузни осјећај у овом аутомобилу, Фолксваген је представио адаптивну ваздушну суспензију која је технички иста као она Аудијева представљена у новембру 2002. године. Фејтон је такође посједовао и АДР темпомат.

### Фејтон лаунџ (2005)
Фолксваген фејтон лаунџ је био концепт базиран на продуженој верзији фејтона са сједиштима за четворо (по два пара сједала окренута лицем један према другом) у задњем дијелу аутомобила. Лаунџ посједује W12 мотор, ојачану шасију, шестостепени аутоматски типтроник мјењач, индивидуалну контролу климе за сваког путника, фрижидер са простором за боце вина, освјетљење у више различитих боја, чувар за цигарете, два монитора од 17 in (43 cm), ДВД пуњач у пртљажнику, још један ДВД плејер у задњој кабини и рачунар са блутут технологијом. Овај модел је представљен 2005. године на Средњоевропском Интернационалном Сајму Аутомобила.

### Производња
Фејтон је био састављан у фабрици "Транспарент Фактори" у њемачком граду Дрездену. Ова фабрика имала је капацитет производње 20.000 возила годишње, а планирано је било да се број повећа на 35.000. У истој фабрици састављао се и Бентлијев модел континентал флyинг спур предодређен за европско тржиште све до октобра 2006. године, када је производња пребачена у енглески град Кру. Завршне дораде на фејтону обављале су се у граду Цвикау у Њемачкој, а готови модели били су транспортовани стотињак километара даље специјалним транспортом возила до главне фабрике. Већина фејтонових W12 мотора било је направљено у Фолксвагеновој фабрици у Мађарској.

### Продаја
Продаја фејтона била је много испод очекиваног. Најпродаванији је био на кинеском тржишту, а одмах потом и на корејском. 2002. године, произвођач је изјавио годишњи капацитет производње фејтона који је износио 20.000; до септембра 2006, четири године касније, било је произведено укупно 25.000, са просјечном производњом на 6.000 годишње. Убрзо је производња спала на 10.190 модела у 2012. и 
5.812 модела у 2013. години. За 15 година фејтонове производње, било је направљено укупно 84.253 модела.
У Канади, 93 фејтона су била продана у 2004. години, а у првих осам мјесеци 2005, само 21 аутомобил је нашао свог власника. На тржишту Сједињених Америчких Држава, 1.433 фејтона су продана у 2004, а тек 820 у 2005, што је компанију навело да најави престанак продаје на Сјеверноамеричком тржишту послије 2006. године.
"Мотор Тренд" изјавио је да можда Фолксвагенов лого на хауби не говори да је ријеч о "премијум" моделу многим продавачима, али је био импресиониран фејтоновим перформансама. У јануару 2011. Фолксваген је изјавио да постоји вјероватноћа враћања фејтона на америчко тржиште. У јесен 2013, "Д Економист" је поставио фејтона у сегмент највећих грешака у европској производњи аутомобила. У октобру 2014, магазин Топ гир је фејтона ставио на листу "најгорих аута које тренутно можете купити".

## Фејслифт из 2007.
Први фејслифт био је приказан 2007. године на Сајму аутомобила у Женеви. Унапријеђен модел подразумијева нова ЛЕД свјетла, као и обновљену централну конзолу са побољшаним опцијама и материјалима. Такође је био доступан и нови FSI V6 мотор од 206 kW (276 КС). Остале промјене на ауту укључују: 3 нова типа фелни (17,18 и 19 инча), благо обликована предња маска, три нове боје спољашњости, нови детаљи од дрвета у ентеријеру, нови кључ, огледала у задњем дијелу, амортизери оптимизовани за слабо трење, као и камера за гледање уназад и детектор мртвог угла.

## Фејслифт из 2010.
Други фејслифт је представљен 2010. године. Ауто из 2010. има нови предњи браник како би више личио на Фолксвагенов стилски правац који је први пут виђен на голфу шесте генерације. Укључује и нова ЛЕД свјетла као и магленке у ЛЕД технологији. Задња ЛЕД свјетла су била намјењена да имитирају она која посједују фејслифт модели туран, шаран и туарег. Ентеријер је такође био почашћен новим материјалима и технологијама. Фејтон је био у понуди са "нормалним" и "дугим" међуосовинским растојањем, са пет или опционо 4 сједала у ентеријеру. У верзији са пет сједишта, предња су подесива у 12 различитих смијерова. Стандардна обиљежја аутомобила укључују и погон на свим точковимна, ваздушну суспензију и 4-зонски клима уређај. Мултифункционални волан се такође могао наручити у кожном дизајну или дизајну са детаљима од дрвета.